# Wig Wam Tour
Wig Wam Tour var en stort anlagt koncertturné i 2002, der var arrangeret af bookingbureauet Rock On med Niels Lindgreen i spidsen og med Thomas Helmig og rockbandet D-A-D som medarrangører. Turnéen skulle bestå af koncerter i weekenderne i august måned i de fire største byer i Danmark, og de optrædende var Kent, Bo Kaspers Orkester, Sort Sol, Christian, Erann DD samt D-A-D og Helmig. Ideen var opstået efter begge medarrangører havde haft flere udsolgte fælleskoncerter i Forum København.
Planen var en slags omrejsende musikfestival med to koncerter i hver by hhv. fredag og lørdag. I Odense og Aalborg var kapaciteten 10.000 personer, mens der i Aarhus og København var plads til 20.000. Der var indkøbt et enormt telt til koncerterne i wigwamstil, som var større end teltet på Roskilde Festivals Orange Scene. En del af konceptet var også, at man i stedet for fadøl og pølser skulle kunne købe noget bedre mad end på de gængse festivaler.
Billetsalget til turnéen gik dog katastrofalt dårligt, og man aflyste turnéen efter de første to koncert, som foregik i Tusindårsskoven i Odense, hvor kun 4500 havde købt billet til fredagens koncerter og 2500 om lørdagen. Selskabskonstruktionen i Rock On gjorde dog, at andre kunstnere hos selskabet, som ikke havde noget at gøre med turnéen, blev ramt, da de penge som de havde indtjent i løbet af året og som stadig lå hos Rock On, blev brugt til at dække de økonomiske tab. Disse kunstnere indbefattede bl.a. Gnags, Marie Frank og Love Shop, som skulle have haft flere 100.000 kr til gode hver. Sammenlagt løb kreditorernes krav op i 30 mio. kr. Sagen resulterede i, at Rock On erklærede sig konkures i oktober samme år.
Flere i musikbranchen mente, at D-A-D og Helmig bar en del af det økonomiske ansvar, bl.a. fordi de havde udtalt "at hvis det flopper, ryger der nogle huse og nogle biler". Peter A.G. Nielsen kaldte D-A-D for nogle "røvhuller" offentligt, og flere relationer til andre bands og folk i musikbranchen gik i stykker for D-A-D og Helmig.
Sagen påvirkede Jesper Binzer fra D-A-D personligt, og i sin selvbiografi fra 2012 skrev han, at han fik en af sine "største depressioner, og det varede mindst halvandet år, måske mere" samt at han dagligt røg hash for at kunne sove.
Først i 2008 blev sagen afsluttet, da Skifteretten afgjorde, at kreditorerne skulle have 34,93 % af deres tilgodehavende udbetalt, og både D-A-D og Helmig blev frikendt for økonomisk medansvar, der er ikke var nogle skriftlige aftaler om, at de var økonomisk forpligtet i forbindelse med et eventuelt underskud.